# Kawanishi (Hyōgo)
Kawanishi (川西市 Kawanishi-shi?) es una ciudad localizada en la prefectura de Hyōgo, Japón. En junio de 2019 tenía una población estimada de 153.728 habitantes y una densidad de población de 2.877 personas por km². Su área total es de 53,44 km².

## Geografía

### Localidades circundantes
- Prefectura de Hyōgo
  - Itami
  - Takarazuka
  - Inagawa
- Prefectura de Osaka
  - Ikeda
  - Minō
  - Toyono
  - Nose

## Demografía
Según datos del censo japonés, la población de Kawanishi se ha mantenido estable en los últimos años.
| Año del censo | Población |
| ------------- | --------- |
| 1995          | 144.539   |
| 2000          | 153.762   |
| 2005          | 157.668   |
| 2010          | 156.423   |
| 2015          | 156.375   |